# Kanaal Omval-Kolhorn

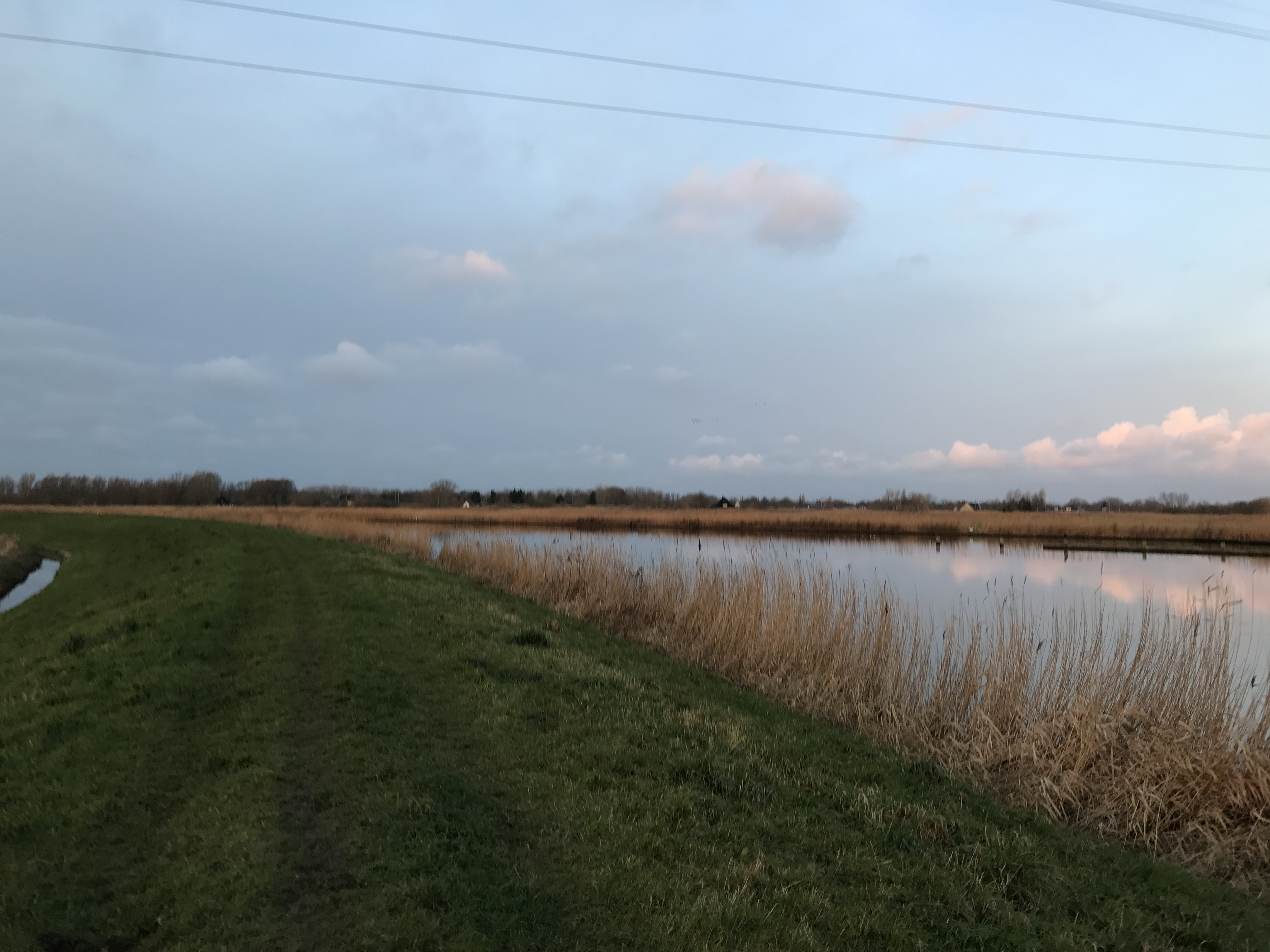
Kanaal Omval-Kolhorn

Het Kanaal Omval-Kolhorn (abusievelijk vaak 'Kanaal Alkmaar-Kolhorn' genoemd) is een kanaal (waterweg) in de provincie Noord-Holland en verbindt het Noordhollandsch kanaal vanaf De Omval bij Alkmaar met de voormalige Zuiderzeehaven Kolhorn. Het kanaal is in de periode 1935-1938 voor de scheepvaart aangelegd als onderdeel van het West-Fries Kanalenplan
Het kanaal is 24,6 km lang en bevat twee schutsluizen (Roskamsluis en Braaksluis) en negentien vaste en beweegbare bruggen, waaronder twee spoorbruggen.
Ten oosten van Alkmaar takt het kanaal in noordoostelijke richting af van het Noordhollandsch Kanaal en loopt vanaf De Omval via De Nollen bij Heerhugowaard, Oudkarspel en Winkel naar het Kolhornerdiep bij Kolhorn. Het gedeelte tussen De Omval en De Nollen wordt gevormd door de Schermerringvaart. het gedeelte tussen De Nollen en het Niedorper Verlaat wordt gevormd door de ringvaart van de Heerhugowaard. 